# 메트코비치

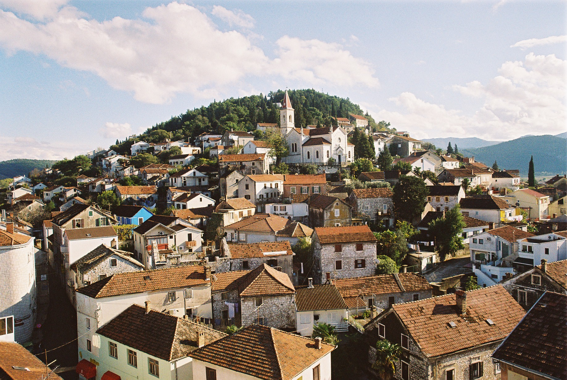
메트코비치 구 시가지

메트코비치(크로아티아어: Metković)는 크로아티아 두브로브니크네레트바주에 위치한 도시로 인구는 16,788명(2011년 기준)이다. 네레트바강과 접하며 보스니아 헤르체고비나 국경과 가까운 편이다.

## 같이 보기
- 달마티아